# Porcellio batesoni
Porcellio batesoni är en kräftdjursart som beskrevs av Walter E. Collinge1915. Porcellio batesoni ingår i släktet Porcellio och familjen Porcellionidae. Inga underarter finns listade i Catalogue of Life.